# Arnstadt
Arnstadt é uma cidade da Alemanha capital do distrito de Ilm-Kreis, estado da Turíngia.
Arnstadt é a Erfüllende Gemeinde (português: municipalidade representante ou executante) dos municípios de Wachsenburggemeinde e Wipfratal.